# Conde de Vimioso

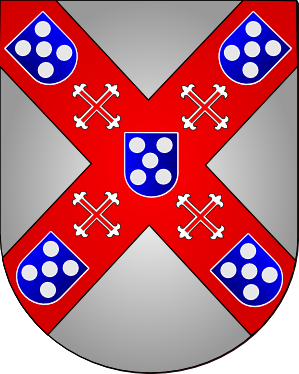
Armas de conde de vimioso (Portugal).

Conde de Vimioso foi um título criado por D. Manuel I, por carta de 2 de Fevereiro de 1515, a favor de D. Francisco de Paula de Portugal e Castro, 1.º conde de Vimioso.
O título pertenceu a personagens ilustres da história portuguesa, tal como D. Francisco de Portugal, 3.º conde de Vimioso, condestável de D. António I que participou na batalha naval de Vila Franca do Campo, Açores, onde foi morto.

## Condes de Vimioso
1. D. Francisco de Paula de Portugal e Castro (1480–1549)
2. D. Afonso de Portugal (1519–1549–1578)
3. D. Francisco de Portugal (n. c. 1550 - 26 de Julho de 1582)
4. D. Luís de Portugal (n. 1555)
5. D. Afonso de Portugal, 1.º marquês de Aguiar (n. 1591)
6. D. Luís de Portugal (n. 1620)
7. D. Miguel de Portugal (n. 1631)
8. D. Francisco de Paula de Portugal e Castro (1679–?–1749), 2.º marquês de Valença
9. D. José Miguel João de Portugal e Castro (1706–1749–1775), 3.º marquês de Valença
10. D. Francisco José Miguel de Portugal e Castro, (1736-a. 1766 -?)
11. D. Afonso Miguel de Portugal e Castro (1748–?–1802), 4.º marquês de Valença
12. D. José Bernardino de Portugal e Castro (1780– 1840), 5.º marquês de Valença, primeiro-ministro de Portugal entre  4 e 5 de Novembro de 1836
13. D. Francisco de Paula de Portugal e Castro (1817–1865)
14. D. José Luís de Sousa Coutinho Castelo-Branco e Meneses (1859–1930)

Após a implementação da República e o fim do sistema nobiliárquico, ficaram pretendentes ao título:
15. D. António Luís Carvalho de Sousa Coutinho (1925-2007); 7º Marquês de Valença, 4º Marquês de Borba, 18º Conde de Redondo, 8º Conde de Soure;
16. D. Fernando Patrício de Portugal de Sousa Coutinho (1956), 8º Marquês de Valença, 5º Marquês de Borba, 19º Conde de Redondo, 9º Conde de Soure, Marquês de Aguiar, Conde de Basto, Conde do Barreiro, Conde de Aguiar, Marquês de Castelo Rodrigo